# Cyrtandra geminata
Cyrtandra geminata är en tvåhjärtbladig växtart som beskrevs av Franz Reinecke. Cyrtandra geminata ingår i släktet Cyrtandra och familjen Gesneriaceae. Inga underarter finns listade i Catalogue of Life.